# Partido Popular Cristiano (Estonia)
El Partido Popular Cristiano (en estonio: Kristlik Rahvaerakond, KRE) fue un partido político de centroderecha de Estonia. 

## Historia
El partido tuvo sus orígenes en la campaña para las elecciones a la Asamblea Constituyente de 1918, en la que participó un grupo conocido como los "Cristianos Independientes". El Partido Democrático Cristiano (KDP) fue fundado al año siguiente por los Cristianos Independientes y algunos sectores del Partido Popular Estonio. El nuevo partido obtuvo cinco escaños en las elecciones a la Asamblea Constituyente de ese año.
El KDP obtuvo siete escaños en las elecciones de 1920 y se unió al gobierno liderado por las Asambleas de Campesinos de Konstantin Päts el 5 de enero de 1921, donde obtuvo el Ministerio de Educación. Sin embargo, al año siguiente provocó una división en el gobierno al presentar un proyecto de ley para impartir educación religiosa en las escuelas públicas, financiada por el Estado. Aunque la propuesta fue rechazada por el Riigikogu, el partido forzó un referéndum sobre el tema a principios de 1923, que resultó en un voto afirmativo. Al considerarse esto un voto de confianza al resto del gobierno, el Riigikogu se disolvió posteriormente y se convocaron nuevas elecciones.
En las elecciones de 1923, el partido obtuvo ocho escaños y formó parte de un gobierno minoritario encabezado por su líder, Friedrich Akel, entre marzo y diciembre de 1924. Antes de las elecciones de 1926, el partido cambió su nombre a Partido Popular Cristiano (KRE), pero su número se redujo a cinco escaños. Posteriormente, sufrió una nueva reducción a cuatro escaños en las elecciones de 1929.
En octubre de 1931, el partido se fusionó con el Partido Popular de Estonia para formar el Partido Nacionalista Unido. Al año siguiente, el Partido Laborista de Estonia se unió al partido fusionado, que se convirtió en el Partido Nacional de Centro.

## Ideología
El Partido Popular Cristiano intentó contrarrestar la influencia decreciente de la iglesia luterana en el Estado y la sociedad, abogando por el fortalecimiento de los valores morales cristianos. Su programa estaba próximo al conservadurismo y por tanto permanecía estrechamente vinculado a las ideas del Partido Popular Estonio. El partido tuvo una influencia relativamente grande en la política cultural y educativa de Estonia en la década de 1920. El partido logró su mayor éxito en 1923 con un referéndum sobre la introducción de una materia obligatoria de religión financiada por el Estado en los programas de las escuelas públicas (con participación voluntaria de los estudiantes). Después del referéndum, el partido se volvió más clerical y, a partir de entonces, la atención se centró menos en la política cultural y educativa que en los derechos y la propiedad de las parroquias.

## Resultados electorales
Los resultados electorales antes de su disolución fueron los siguientes:
| Elección | Votos  | %    | Escaños | +/–   | Posición |
| -------- | ------ | ---- | ------- | ----- | -------- |
| 1919     | 20.157 | 4,40 | 5/120   | Nuevo | 6.º      |
| 1920     | 35.420 | 7,52 | 7/100   | 2     | 6.º      |
| 1923     | 33.700 | 7,32 | 8/100   | 1     | 6.º      |
| 1926     | 28.133 | 5,37 | 5/100   | 3     | 7.º      |
| 1929     | 20.863 | 4,13 | 4/100   | 1     | 7.º      |